# Bombshell: la història de Hedy Lamarr
Bombshell: la història de Hedy Lamarr (títol original en anglès, Bombshell: The Hedy Lamarr Story) és una pel·lícula documental biogràfica estatunidenca de 2017 dirigida i escrita per Alexandra Dean, sobre la vida de l'actriu i inventora Hedy Lamarr. Es va exhibir per primer cop al Festival de Cinema de Tribeca de 2017 i es va estrenar als cinemes el 24 de novembre del mateix any. La pel·lícula es va emetre als Estats Units a la sèrie de biografies del PBS American Masters el maig de 2018. S'ha subtitulat al català.